# Anton Łobanow
Anton Łobanow, ros. Антон Лобанов (ur. 1 września 1992 w Nowosybirsku) – rosyjski pływak, specjalizujący się głównie w stylu klasycznym.
Brązowy medalista mistrzostw Europy na krótkim basenie z Eindhoven na 200 m stylem klasycznym. 3-krotny srebrny medalista Igrzysk Olimpijskich młodzieży z Singapuru na 100 i 200 m żabką oraz w sztafecie mieszanej 4 x 100 m stylem zmiennym. 3-krotny mistrz Europy juniorów z Helsinek.